# 네트워크 중심전
네트워크 중심전(―中心戰, 영어: network-centric warfare, network-centric operations, net-centric warfare, NCW)은 군사 용어로, 네트워크를 활용한 작전 수행 방식을 일컫는 말이다. 네트워크중심전이란 현재의 무기체계중심전에서 전쟁의 근본을 바꾼 새로운 전쟁으로서, 탐지/식별/추적체계(Sensor)와 결심권자(Decision maker)와 타격체계(Shooter)를 네트워크로 연결함으로써 같은 시간에 같은 정보를 인식하여 지휘속도를 증가시키고 빠른 작전을 구사함으로써 적의 치사율을 높이는 반면 아군의 생존성은 제고시키며 전투력을 동시에 구사할 수 있는 작전을 가능하게 하는 정보우위의 전쟁을 말한다.

## 같이 보기
- 메칼프의 법칙
- 전투공간
- 전구 (전쟁)
- 지휘통제(C2)
- 사이버 전쟁
- 사이버테러리즘
- 파이어세일 공격(firesale attack)